# Interstate 65
L'Interstate 65 (I-65) è un'autostrada statunitense della Interstate Highway che si estende per 1427,97 chilometri e collega Mobile con Gary passando per Nashville e Indianapolis.